# 米罗斯拉夫·施佩克
米罗斯拉夫·施佩克（捷克語：Miroslav Šperk，1984年—），捷克男子田径运动员。他曾代表捷克参加2004年和2008年夏季残疾人奥林匹克运动会田径比赛，其中2004年夏季残奥会获得一枚银牌。